# Louteridium costaricense
Louteridium costaricense är en akantusväxtart som beskrevs av Ludwig Radlkofer och Donn. Sm.. Louteridium costaricense ingår i släktet Louteridium och familjen akantusväxter. Inga underarter finns listade i Catalogue of Life.